# Dass nichts bleibt wie es war
Dass nichts bleibt wie es war ist ein Album des Sängers und Liedermachers Hannes Wader aus dem Jahr 1982.

## Entstehung/Bedeutung
Dass nichts bleibt wie es war ist Waders zweites Live-Album. Es handelt sich um einen Live-Mitschnitt der Herbsttournee 1981.
Auch in der DDR fand das Album Beachtung. Es erschien ebenfalls 1982 bei Amiga. Statt des Titels Heute hier, morgen dort mit der titelgebenden Textzeile Dass nichts bleibt wie es war enthielt es die Lieder Erinnerung und Schlaf Liebste.

## Titelliste
1. Heute hier, morgen dort – 3:16
2. Schon so lang – 4:00
3. Winterlied – 3:03
4. Traum von Frieden – 2:20
5. Leben einzeln und frei – 4:02
6. Es ist an der Zeit – 6:04
7. Rohr im Wind – 4:23
8. Sommerlied – 4:44
9. Sag mir wo die Blumen sind – 4:40

## Titelliste (Amiga)
1. Leben einzeln und frei – 4:02
2. Schon so lang – 4:00
3. Winterlied – 3:03
4. Erinnerung – 7:45
5. Traum von Frieden – 2:20
6. Es ist an der Zeit – 6:04
7. Schlaf Liebste – 4:55
8. Rohr im Wind – 4:23
9. Sommerlied – 4:44
10. Sag mir wo die Blumen sind – 4:40

## Sonstiges
- Hannes Wader tourte während der Herbsttournee bereits mit der Band, die ihn in den 80er Jahren live begleitete: Lydie Auvray (Akkordeon, Percussion), Reinhard Bärenz (Gitarre, Geige) und Hans Hartmann (Bass). Lydie Auvray spielte schon auf dem Album Es ist an der Zeit mit.
- Hannes Wader war wieder sein eigener Produzent und wurde unterstützt von Ulrich Maske.
- Den Ton bearbeiteten Martin Berschel, Dieter Seidel und Dirk Holm im Studio nach. Ben Ahrens war für den Live-Mitschnitt zuständig.
- Mit den Liedern Winterlied und Sommerlied sang Wader erstmals Degenhardt-Titel, die aber nie auf einem Studioalbum erschienen. Auch auf dem Live-Album Auftritt: Hannes Wader (1998) singt Wader einen Degenhardt-Titel: Reiter wieder an der Schwarzen Mauer, der ebenfalls nie auf einem Studioalbum zu finden war.
- Die Lieder Heute hier, morgen dort, Schon so lang und Rohr im Wind stammen vom Album 7 Lieder (1972). Der Titel Traum vom Frieden erschien auf dem Album Wieder unterwegs (1979). Leben einzeln und frei und Sag mir wo die Blumen sind erschienen nur auf diesem Live-Album. Es ist an der Zeit erschien 1980 erstmals auf dem gleichnamigen Album.